# Albert Ketèlbey
Albert William Ketèlbey (Birmingham, 9 augustus 1875 - Cowes, (Isle of Wight), 26 november 1959) was een Brits componist, dirigent, organist en pianist. Hij was de zoon van George Ketelbey [zonder accent], en Sarah Aston. Voor bepaalde werken gebruikte hij de pseudoniemen: A. William Aston, André de Basque, Dennis Charlton, Raoul Clifford, Geoffrey Kaye, Anton Vodorinski en Anton Vodorinsky.

## Levensloop
Ketèlbey kreeg op 8-jarige leeftijd zijn eerste pianoles van W. Newey. Op de leeftijd van elf jaar schreef hij al een pianosonate waarmee hij grote lof oogstte van Edward Elgar. Ketèlbey ging daarna naar het Trinity College of Music in Londen, waar zijn talent voor het bespelen van meerdere muziekinstrumenten tot uiting kwam. Met zijn kleurrijke orkestraties, geïnspireerd door oosterse muziek, wat zijn handelsmerk zou worden, won hij een studiebeurs, daarmee versloeg hij zijn naaste concurrent Gustav Holst. In 1891 werd hij organist aan de St. John kerk in Wimbledon en in 1897 werd hij dirigent van het Vaudeville Theatre in Londen.
In 1907 werd hij muziekdirecteur bij Columbia Gramophone. Als gastdirigent werkte hij ook met het Koninklijk Concertgebouworkest in Amsterdam. 
Hij had een lang en gelukkig huwelijk met zangeres Charlotte Siegenberg (geboren:1871, overleden 1947). Na haar dood trouwde hij met Mabel Maud Pritchett. Beide huwelijken bleven kinderloos. 
Ketèlbey stierf op 84-jarige leeftijd in zijn huis Egypt Hill in Cowes, waar hij naartoe was verhuisd om zich geheel aan componeren en zijn hobby biljartspelen, te wijden. 

## Composities

### Werken voor orkest
- 1908: - The Heart's Awakening, voor orkest
- 1919: - In the Moonlight, poëtisch intermezzo voor orkest
- 1920: - In a Persian Market, intermezzo-scène voor orkest
- 1921: - Bells Across the Meadows, karakteristiek intermezzo voor orkest
- 1922: - Suite Romantique, voor orkest
  1. Romance (Réveil d'amour)
  2. Scherzo (Pensées troublées)
  3. Valse dramatique (querelle et reconciliation)
- 1923: - In a Chinese Temple Garden, Oriëntaalse fantasie voor orkest
- 1924: - Chal Romano (A Gipsy Lad), beschrijvende ouverture voor orkest
- 1924: - Sanctuary of the Heart, religieuze meditatie voor orkest
- 1924: - State Procession, mars voor orkest
- 1924: - The Cockney Suite - Cameos of London Life, voor orkest
  1. A State Procession (Buckingham Palace)
  2. The Cockney Lover (Lambeth Walk)
  3. At the Palais de Danse (Anywhere)
  4. Elegy (Thoughts On Passing The Cenotaph)
  5. Bank Holiday ('Appy' Ampstead)
- 1926: - Jungle Drums, voor orkest
- 1927: - By the Blue Hawaiian Waters, voor orkest
- 1928: - In a Fairy Realm, suite voor piano en orkest 
  1. The Moonlit Glade
  2. The Queen-Fairy Dances
  3. The Gnomes' March
- 1930: - The Clock and the Dresden Figures, voor piano en orkest
- 1932: - Dance of the Merry Mascots, voor orkest
- 1934: - From a Japanese Screen, voor orkest
- 1935: - With Honour Crowned, plechtige mars voor orkest
- 1935: - With the Roumanian Gypsies, fantasie voor orkest
- 1940: - Heroes All, mars voor orkest
- 1951: - Italian Twilight, voor orkest

### Werken voor harmonieorkest
- 1914: - Ypres 1914, mars voor harmonieorkest
- 1919: - Tangled Tunes, potpourri voor harmonieorkest - bewerkt door F.W. Wood
- 1925: - Silver Cloud, voor harmonieorkest
- 1927: - The Elephants' Parade, voor harmonieorkest
- 1930: - Knights of the King, ceremonial grand march
- 1937: - A Mayfair Cinderella, voor harmonieorkest
- 1938: - In a Holiday Mood, suite voor harmonieorkest
  1. On the Promenade
  2. Down the Stream
  3. The illuminated Fête
- - In a Chinese Temple Garden, Oriëntaalse fantasie voor harmonieorkest - bewerkt door Karel Veenendaal
- - In a Monastery Garden, voor gemengd koor en harmonieorkest
- - In the Mystic Land of Egypt, voor harmonieorkest - bewerkt door Johan de Meij
- - Op een Perzische markt, voor gemengd koor (of mannenkoor) en harmonieorkest - bewerkt door Jan Willem Singerling
- - Remembrance Elegy, voor harmonieorkest - bewerkt door H. Moss

### Muziektheater

#### Toneelmuziek
- 1931: - The Vision of Fūji-San, prelude voor een Japans blijspel

### Vocale muziek

#### Werken voor koor
- 1915: - In a Monastery Garden, voor gemengd koor en orkest - gemaakt op 40-jarige leeftijd, werd een hit waarmee hij zijn naam vestigde. Ronnie Ronalde zou het in 1938 opnieuw bekend maken.
- 1917: - Fairy Butterfly, walslied voor sopraan en orkest
- 1926: - A Dream of Christmas, fantasie voor zangstem, gemengd koor en orkest
- 1926: - Men of England, een korte patriottische ode voor gemengd koor en orgel
- 1931: - In the Mystic Land of Egypt, voor tenor, gemengd koor en orkest
- 1933: - The Sacred Hour, rêverie voor bariton, gemengd koor en orkest
- 1943: - Fighting for Freedom, voor gemengd koor en orkest

#### Liederen
- 1900: - Blow! Blow! Thou Winter Wind, voor bariton en piano - tekst: William Shakespeare
- 1913: - I Loved You More Than I Knew, voor zangstem en orkest
- 1925: - Sanctuary of the Heart, voor mezzosopraan en piano

### Kamermuziek
- 1903: - Scherzo de Concert, voor dwarsfluit en piano
- 1912: - Phantom Melody, voor viool en piano
- 1913: - Mélodie du coeur, voor viool (of cello) en piano
- 1915: - Fiddle Fun, voor viool en piano
- 1915: - Phantasy for String Quartet, voor strijkkwartet - beschreven maar nooit gevonden
- 1925: - Algerian Scene, voor viool en piano
- 1926: - A Dream of Christmas, kerstfantasie voor 3 violen, altviool, cello en piano
- 1947: - Remembrance, elegie voor trombone (of tenorsaxofoon) en orgel (of piano)

### Werken voor orgel
- 1912: - Prelude in cis mineur, op. 16
- 1916: - An Indian Romance
- 1929: - The Sacred Hour (met gemengd koor ad libitum)

### Werken voor piano
- 1902: - Les Marionettes - Suite de Ballet
  1. L'Assemblée
  2. Pas de Valse
  3. Chant d'Amour
  4. Le Carnaval
  5. Petite Sérénade
  6. Bonne Nuit
  7. Marche
- 1908: - Study, op. 5
- 1909: - Three Characteristic Pieces
  1. Polish Dance
  2. Valse sentimentale
  3. Danse à la Tarantelle
- 1912: - The Phantom Melody
- 1919: - In the Moonlight, poetisch intermezzo
- 1919: - Victory Bells, intermezzo
- 1921: - A Romantic Melody
- 1921: - Sunset Glow, rêverie
- 1923: - Golden Autumn, toonschilderij
- 1923: - Petite Caprice
- 1923: - The Old Belfry, intermezzo
- 1925: - Algerian Song
- 1925: - In a Camp of the Ancient Britons, toonschilderij
- 1927: - By the Blue Hawaiian Waters
- 1927: - Pensée fantastique
- 1935: - With Honour Crowned, mars
- 1938: - In Holiday Mood, suite
- 1938: - Sunbeams and Butterflies
- 1949: - Angelo d'amore